# 结点 (电路)

结点

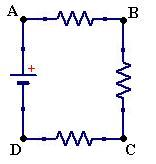
图中的每一字母分别标注了不同的结点

在电机工程中，结点指电路中2条或2条以上支路相交处的任何一点。若两个结点不同，则它们的电压也不相同。只需要了解欧姆定律V=IR，就可以掌握找出结点的方法。当分析电路时，理想导线的电阻为零，不过这只是假设，因为实际的导线是有电阻的。在这一假设的基础上，如果在一段导线上的电势没有改变，则电路中任何元件之间的这段导线全都被认为是相同的结点。
电压 = 电流 * 电阻

由於电压是电势差的量度， 相同导线上任意两部分间的电压为：

Vab= (电流) * 0
因此，相同导线上任意两个的电势差变化为零，故元件间整个导线（结点）的电压都是相同的。

不同颜色表示不同结点

在右侧电路图中，相同颜色的部分是相同的结点。大多数情况下，在同一块金属（如铜导线）或两块相接触的金属上的任意两点的电势差都认为是零，因此相连接的金属上的每一点都是同一结点。
下列情况中，电势差不能忽略：
- 四端法进行高精度电阻测量
- 地线与中性线的电压差，家用交流電源插頭與插座的中性线与保护接地线的电压差可造成触电死亡。连接正确的电力系统会将二者连接到仅有的一点，这使得很多人认为二者的电压是相同的，或者认为地线是多余的，没有必要，这些想法都会造成很严重的後果，可能会造成人员触电死亡。
- 塞贝克效应和帕尔帖效应
- 铝线接头